# Mustafa Sayar
Mustafa Sayar (Ereğli, Zonguldak, 22 de abril de 1989) es un ciclista turco miembro del equipo Sakarya BB Team.
Su triunfo más importante ha sido la victoria en el Tour de Turquía en 2013, sin embargo el 15 de julio de 2013, la UCI confirmó que Mustafa Sayar había dado positivo por EPO el 11 de marzo durante la disputa del Tour de Argelia. Fue descalificado de todos sus resultados desde la carrera argelina y suspendido por dos años hasta el 10 de julio de 2015.

## Palmarés
2009 (como amateur)
- 2.º en el Campeonato de Turquía Contrarreloj
- Campeonato de Turquía en Ruta

2011
- Tour de Isparta, más 1 etapa

2012
- 2.º en el Campeonato de Turquía en Ruta

2016
- 1 etapa del Tour de Ankara
- 3.º en el Campeonato de Turquía Contrarreloj

2018
- 3.º en el Campeonato de Turquía en Ruta
- 1 etapa del Tour de Capadocia

2019
- Bursa Yıldırım Bayezıt Race
- 3.º en el Campeonato de Turquía Contrarreloj

2020
- Campeonato de Turquía Contrarreloj

2021
- 3.º en el Campeonato de Turquía Contrarreloj

2022
- Campeonato de Turquía en Ruta

## Equipos
- Torku Sekerspor (2011-2013)
  - Konya-Torku Sekerspor-Vivelo (2011)
  - Konya-Torku Sekerspor (2012)
  - Torku Sekerspor (2013)
- Jilun Shakeland (01.10.2015-31.12.2015)
- Torku Sekerspor (01.04.2016-2017)
- Sakarya BB Team (2019-2022)
  - Salcano Sakarya BB Team (2019-2021)
  - Sakarya BB Team (2022-)